# 卡尔舍维托耶农村居民点
卡尔舍维托耶农村居民点（俄语：Каршевитское сельское поселение）是俄罗斯联邦伏尔加格勒州列宁斯克区所属的一个农村居民点。其下辖有4个居民点，行政中心为卡尔舍维托耶。据2016年统计，该农村居民点的人口为515人。